# Николаус Ленау
Николаус Ленау (на немски: Nikolaus Lenau) е поетическото име на Николаус Франц Нимбш фон Щреленау, австрийски лирик, роден в Шадат (унгарски: Csatád), окръг Тимишоара, Банат, днес Румъния, в семейството на разорен офицер. През 1926 г. градчето е преименувано в чест на поета Ленаухайм.

## Живот
Още на младини Ленау вкусва горчивините на бедността и на съсипаното семейно огнище. Намерил убежище при баба си във Виена, той следва философия, право и медицина и общува с виенски писатели, сред които Франц Грилпарцер и Фердинанд Раймунд. За да избяга от „затвора на народите“, както нарича Австрийската империя, Ленау напуска родината си и започва да странства, а в 1832 г. се преселва в Америка. На следната година обаче се завръща в Германия, разочарован от „вонящите до небето еснафски душици“ на американците. Нещастната любов към съпругата на свой приятел, напразните домогвания до професура по естетика във Виенския университет и разтрогването на два годежа довеждат поета до душевен срив и той е въдворен в психиатричната клиника Обердьоблинг край Виена, където след три години умира в пълно умопомрачение.

## Творчество
Поезията на Николаус Ленау, популярна преди всичко с „Песни на тръстиките“  (1832), е проникната от дълбоко страдание и див възторг, в нея метежната душа непрекъснато дири светла пролука през мрака на покрусата и отчаянието. Ленау предпочита есенните мотиви с мекия блясък на залеза над смълчаните планини, с нежната прозрачност на въздуха, който бавно натежава от багрите на нощта. Поетът е майстор при предаването на всички отсенки на мимолетното настроение, но и на страстното опустошително чувство, което не дарява радост, а е извор на мъка – такава е за него любовта. Пламенни стихове посвещава Ленау на борците за човешко освобождение – сред тях са чешкият национален герой Ян Жишка и изгореният на клада италиански реформатор Савонарола. Своя романтически възглед за раздвоението между блян и действителност поетът излага в драматичната си поема „Фауст“ (1836).

## Признание
„Мировата скръб“ на Ленау го сродява с други големи негови съвременници като Джордж Байрон и Джакомо Леопарди. Отличен музикант, Николаус Ленау е написал много хармонични стихове, към някои от които сам е съчинил музика. За него Пенчо Славейков казва: „Особено на млади хора, като на мене едно време, Ленау ще се харесва със своята меланхолия и с вълшебната музикалност на стиха... Неговите пейзажи са едни от най-дивните в немската лирика, и темпераментът на Ленау е добил може би най-добър израз в тях.“
Празник на любовта
По стъпала от звънки песни

Пак чучулигата лети;

Сред цвят и мириси чудесни

В гората весел хор ехти.

Навред олтари се разкриват

Пред тайнството на пролетта

И хиляди сърца забиват

За празника на любовта.

И сякаш свещи в катедрала

Припламват рози на възбог;

Навлезли в жертвената зала,

Душите тръпнат от възторг.

1832 
В чест на поета Съюзът на немскоговорещите унгарци в град Фюнфкирхен учредява през 1990 г. културната награда „Ленау“.